# 1226 Golia
1226 Golia (1930 HL) là một tiểu hành tinh vành đai chính được phát hiện ngày 22 tháng 4 năm 1930 bởi Van Gent, H. ở Johannesburg (LS).